# Pedemonte (cognome)
Pedemonte è un cognome di lingua italiana.

## Varianti
Il cognome non presenta varianti.

## Origine e diffusione
Cognome tipicamente ligure, è presente prevalentemente nella città metropolitana di Genova.
Potrebbe derivare da Pedemonte, frazione di Serra Riccò, comune nel quale è tra l'altro presente la maggior concentrazione del cognome.
In Italia conta circa 530 presenze.

## Persone
- Elena Pedemonte (1952) – attrice e conduttrice radiofonica italiana
- Pompeo Pedemonte (1515-1592) – architetto italiano